# Innsbrucker SK
Der Innsbrucker Sportklub, kurz ISK, war ein österreichischer Fußballverein aus der Landeshauptstadt Innsbruck in Tirol und wurde als SV Hötting 1923 gegründet. Die Heimspiele wurden am Sportplatz Hötting-West ausgetragen. 2012 wurde der Verein aufgelöst; Nachfolgeverein ist die Spielgemeinschaft Innsbruck West (SPG Innsbruck West).

## Geschichte
Anfänge und Gründung
| 1923–1938                                                    | 1923–1938                     | 1923–1938             | 1923–1938             | 1923–1938             | 1923–1938             | 1923–1938             | 1923–1938             |
| Saison                                                       | Platz (Teiln.)                | Sp                    | S                     | U                     | N                     | Tore                  | Pkt.                  |
| Tiroler B-Klasse                                             | Tiroler B-Klasse              | Tiroler B-Klasse      | Tiroler B-Klasse      | Tiroler B-Klasse      | Tiroler B-Klasse      | Tiroler B-Klasse      | Tiroler B-Klasse      |
| ------------------------------------------------------------ | ----------------------------- | --------------------- | --------------------- | --------------------- | --------------------- | --------------------- | --------------------- |
| 1924/25                                                      | keine Daten vorhande          | keine Daten vorhande  | keine Daten vorhande  | keine Daten vorhande  | keine Daten vorhande  | keine Daten vorhande  | keine Daten vorhande  |
| 1925/26                                                      | keine Daten vorhanden         | keine Daten vorhanden | keine Daten vorhanden | keine Daten vorhanden | keine Daten vorhanden | keine Daten vorhanden | keine Daten vorhanden |
| 1926/27                                                      | keine Daten vorhanden         | keine Daten vorhanden | keine Daten vorhanden | keine Daten vorhanden | keine Daten vorhanden | keine Daten vorhanden | keine Daten vorhanden |
| Tiroler A-Klasse                                             |                               |                       |                       |                       |                       |                       |                       |
| 1928                                                         | 02. (6)                       | 10                    | 08                    | 0                     | 02                    | 34:17                 | 16                    |
| 1928/29                                                      | 05. (6)                       | 08                    | 0                     | 0                     | 08                    | 10:31                 | 0                     |
| Tiroler B-Klasse                                             |                               |                       |                       |                       |                       |                       |                       |
| 1929/30                                                      | 01.                           | keine Daten vorhanden | keine Daten vorhanden | keine Daten vorhanden | keine Daten vorhanden | keine Daten vorhanden | keine Daten vorhanden |
| Tiroler A-Klasse                                             |                               |                       |                       |                       |                       |                       |                       |
| 1930/31                                                      | 04. (7)                       | 12                    | 06                    | 0                     | 06                    | 41:26                 | 12                    |
| 1931/32                                                      | 01. (4)                       | 06                    | 04                    | 01                    | 01                    | 15:09                 | 09                    |
| 1932/33                                                      | 02. (7)                       | 12                    | 08                    | 01                    | 03                    | 45:19                 | 17                    |
| 1933/34                                                      | 01. (7)                       | 12                    | 05                    | 03                    | 01                    | 42:14                 | 19                    |
| 1934/35 (1)                                                  | 01. (7)                       | 12                    | 10                    | 02                    | 0                     | 49:10                 | 20                    |
| 1935/36                                                      | 03. (7)                       | 12                    | 06                    | 03                    | 03                    | 28:12                 | 15                    |
| 1936/37                                                      | 03. (7)                       | 12                    | 08                    | 01                    | 03                    | 44:14                 | 17                    |
| 1937/38                                                      | 01. (4)                       | 12                    | 10                    | 01                    | 01                    | 35:11                 | 21                    |
| Legende                                                      |                               |                       |                       |                       |                       |                       |                       |
|                                                              | Tiroler Meister bzw. Aufstieg |                       |                       |                       |                       |                       |                       |
|                                                              | Abstieg                       |                       |                       |                       |                       |                       |                       |
| (1) SV Hötting spielt ab nun unter dem Namen Innsbrucker SK. |                               |                       |                       |                       |                       |                       |                       |

Nach dem Ersten Weltkrieg gab es in Innsbruck und der noch selbständigen Gemeinde Hötting viele Jugendliche, die Fußball spielten, unter anderem den F.C. Liga, der in der Höttinger Au ansässig war. Durch den regen Zuspruch im über 10.000 Einwohner großen Dorf Hötting wurde eine Versammlung  einberufen, der Sportverein Hötting gegründet und mit einem Gründungsfest im Gasthof "Bären" am 19. Jänner 1923 gefeiert. Bei der ersten Generalversammlung im Gasthaus "Rößl in der Au" fiel die Wahl auf Albert Schober als erster Obmann und ein fußballbegeisterter Mitbürger, Herr Flunger, verfügte über eine Wiese nahe dem Höttinger Schwimmbad, den Flunger-Sportplatz. Der neue Sportverein spielte anfangs in der Tiroler B-Klasse. 1927 gelang der Aufstieg in die A-Klasse, 2 Jahre später musste der Verein durch einen vorletzten Platz wieder absteigen, um ein Jahr später wieder in der nächsten Saison wieder für die erste Spielklasse spielberechtigt zu sein. 1932 eroberte der Sportklub zum ersten Mal den Tiroler Meistertitel im Amateurfußball und spielte zugleich das letzte Mal auf dem Flunger-Sportplatz. Nachdem die Höttinger 1934 zum zweiten Mal Meister wurden, der Verein spielte unter anderem auf dem Tivolisportplatz, beschloss die Vereinsführung in einer außerordentlichen Generalversammlung am 25. September 1934 eine Namensänderung: Der Verein tritt jetzt als Innsbrucker Sportklub auf. Hötting selbst wurde 1938 ein Stadtteil von Innsbruck. Nach der Namensänderung holte der Klub 1935 und 1938 die Meisterschaft. Das sollte auch die erfolgreichsten Jahre für einige Zeit bleiben.
1938–1945: Kriegsjahre
| 1938–1945                                                                                         | 1938–1945                 | 1938–1945                 | 1938–1945                 | 1938–1945                 | 1938–1945                 | 1938–1945                 | 1938–1945                 |
| Saison                                                                                            | Platz (Teiln.)            | Sp                        | S                         | U                         | N                         | Tore                      | Pkt.                      |
| Tiroler Kreisliga                                                                                 | Tiroler Kreisliga         | Tiroler Kreisliga         | Tiroler Kreisliga         | Tiroler Kreisliga         | Tiroler Kreisliga         | Tiroler Kreisliga         | Tiroler Kreisliga         |
| ------------------------------------------------------------------------------------------------- | ------------------------- | ------------------------- | ------------------------- | ------------------------- | ------------------------- | ------------------------- | ------------------------- |
| 1938/39 K1 K2                                                                                     | 05. (7)                   | 05                        | 02                        | 01                        | 02                        | 21:10                     | 05                        |
| 1939/40 K2                                                                                        | Abbruch der Meisterschaft | Abbruch der Meisterschaft | Abbruch der Meisterschaft | Abbruch der Meisterschaft | Abbruch der Meisterschaft | Abbruch der Meisterschaft | Abbruch der Meisterschaft |
| 1940/41 K2                                                                                        | 05. (6)                   | 07                        | 02                        | 01                        | 04                        | 10:23                     | 05                        |
| 1941/42 K2                                                                                        | 04. (5)                   | 04                        | 01                        | 0                         | 03                        | 8:13                      | 02                        |
| 1942/43 K2                                                                                        | nicht teilgenommen        | nicht teilgenommen        | nicht teilgenommen        | nicht teilgenommen        | nicht teilgenommen        | nicht teilgenommen        | nicht teilgenommen        |
| 1944                                                                                              | nicht teilgenommen        | nicht teilgenommen        | nicht teilgenommen        | nicht teilgenommen        | nicht teilgenommen        | nicht teilgenommen        | nicht teilgenommen        |
| 1945                                                                                              | nicht ausgetragen         | nicht ausgetragen         | nicht ausgetragen         | nicht ausgetragen         | nicht ausgetragen         | nicht ausgetragen         | nicht ausgetragen         |
| K1 Änderung des Meisterschaftsmodus und Umbenennung der Liga. K2 Meisterschaft wurde abgebrochen. |                           |                           |                           |                           |                           |                           |                           |

In den Kriegsjahren wurde in Tirol wegen Spielermangels eine sehr reduzierte Meisterschaften mit einigen wenigen Vereinen abhalten. Mehr wie zweimal ein fünfter und ein vierter Platz war nicht möglich.
1945–1950: Nachkriegszeit
| 1945–1950                                                     | 1945–1950             | 1945–1950        | 1945–1950        | 1945–1950        | 1945–1950        | 1945–1950        | 1945–1950        |
| Saison                                                        | Platz (Teiln.)        | Sp               | S                | U                | N                | Tore             | Pkt.             |
| Klasse Innsbruck                                              | Klasse Innsbruck      | Klasse Innsbruck | Klasse Innsbruck | Klasse Innsbruck | Klasse Innsbruck | Klasse Innsbruck | Klasse Innsbruck |
| ------------------------------------------------------------- | --------------------- | ---------------- | ---------------- | ---------------- | ---------------- | ---------------- | ---------------- |
| 1946 K1                                                       | 02. (6)               | 05               | 03               | 02               | 0                | 16:07            | 08               |
| Tiroler Landesliga                                            |                       |                  |                  |                  |                  |                  |                  |
| 1946/47 K1                                                    | 02. (10)              | 18               | 11               | 03               | 04               | 54:29            | 25               |
| 1947/48                                                       | 01. (10)              | 18               | 13               | 02               | 03               | 52:16            | 28               |
| 1948/49                                                       | 04. (10)              | 18               | 12               | 02               | 04               | 44:23            | 26               |
| 1949/50                                                       | 03. (8)               | 14               | 08               | 01               | 05               | 44:26            | 17               |
| Legende                                                       |                       |                  |                  |                  |                  |                  |                  |
|                                                               | Meister bzw. Aufstieg |                  |                  |                  |                  |                  |                  |
| K1 Änderung des Meisterschaftsmodus und Umbenennung der Liga. |                       |                  |                  |                  |                  |                  |                  |

Nach dem Krieg spielte der ISK in der Klasse Innsbruck und qualifizierte durch einen zweiten Platz für die Tiroler Landesliga. Dort erreichte der Sportklub hinter dem SV Innsbruck den zweiten Platz, ein Jahr den Tiroler Meister. Die Jahre drauf folgen die Plätze vier und drei, der auch die Qualifikation für die 1950 neugeschaffene Arlbergliga bedeutete. Die damaligen Konkurrenten waren SV Innsbruck, SK Kufstein und Innsbrucker AC.
1950–1960: Arlbergliga
| 1950–1960                                                     | 1950–1960      | 1950–1960   | 1950–1960   | 1950–1960   | 1950–1960   | 1950–1960   | 1950–1960   |
| Saison                                                        | Platz (Teiln.) | Sp          | S           | U           | N           | Tore        | Pkt.        |
| Arlbergliga                                                   | Arlbergliga    | Arlbergliga | Arlbergliga | Arlbergliga | Arlbergliga | Arlbergliga | Arlbergliga |
| ------------------------------------------------------------- | -------------- | ----------- | ----------- | ----------- | ----------- | ----------- | ----------- |
| 1950/51 K1                                                    | 02. (12)       | 22          | 13          | 01          | 08          | 51:41       | 27          |
| 1951/52                                                       | 08. (12)       | 22          | 06          | 05          | 11          | 35:47       | 17          |
| 1952/53                                                       | 09. (12)       | 22          | 07          | 03          | 12          | 43:56       | 17          |
| 1953/54                                                       | 02. (12)       | 22          | 11          | 05          | 04          | 52:41       | 27          |
| 1954/55                                                       | 03. (12)       | 22          | 11          | 05          | 06          | 67:43       | 27          |
| 1955/56                                                       | 02. (12)       | 22          | 13          | 02          | 07          | 52:41       | 28          |
| 1956/57                                                       | 05. (12)       | 22          | 10          | 04          | 08          | 52:47       | 24          |
| 1957/58                                                       | 06. (12)       | 22          | 10          | 02          | 10          | 59:54       | 22          |
| 1958/59                                                       | 03. (12)       | 22          | 11          | 04          | 07          | 59:40       | 26          |
| 1959/60                                                       | 06. (12)       | 22          | 12          | 0           | 10          | 63:46       | 24          |
| K1 Änderung des Meisterschaftsmodus und Umbenennung der Liga. |                |             |             |             |             |             |             |

In der Arlbergliga, die 1951 als eine Stufe höher der westlichen Landesliga in Österreich einführte, erreichte der Innsbrucker SK Plätze von zwei bis neun. Dreimal verpasste der Sportklub in dieser Zeit einen ersten Platz, weil immer die Mannschaft von SK Bregenz vorne lag.
1960–1974: Landesliga und Regionalliga West
| 1960–1974 | 1960–1974         | 1960–1974                 | 1960–1974                 | 1960–1974                 | 1960–1974                 | 1960–1974                 | 1960–1974                 |
| Saison | Platz (Teiln.)    | Sp                        | S                         | U                         | N                         | Tore                      | Pkt.                      |
| Regionalliga West | Regionalliga West | Regionalliga West         | Regionalliga West         | Regionalliga West         | Regionalliga West         | Regionalliga West         | Regionalliga West         |
| --- | ----------------- | ------------------------- | ------------------------- | ------------------------- | ------------------------- | ------------------------- | ------------------------- |
| 1960/61 K1 (1) | 09. (12)          | 22                        | 06                        | 05                        | 11                        | 49:54                     | 17                        |
| Tiroler Landesliga |                   |                           |                           |                           |                           |                           |                           |
| 1961/62 | 02. (12)          | keine vollständigen Daten | keine vollständigen Daten | keine vollständigen Daten | keine vollständigen Daten | keine vollständigen Daten | keine vollständigen Daten |
| 1962/63 | 03. (12)          | keine vollständigen Daten | keine vollständigen Daten | keine vollständigen Daten | keine vollständigen Daten | keine vollständigen Daten | keine vollständigen Daten |
| 1963/64 | 01. (12)          | keine vollständigen Daten | keine vollständigen Daten | keine vollständigen Daten | keine vollständigen Daten | keine vollständigen Daten | keine vollständigen Daten |
| Regionalliga West |                   |                           |                           |                           |                           |                           |                           |
| 1964/65 | 08. (12)          | 22                        | 08                        | 02                        | 12                        | 41:53                     | 18                        |
| 1965/66 | 11. (12)          | 22                        | 05                        | 04                        | 13                        | 26:55                     | 14                        |
| Tiroler Landesliga |                   |                           |                           |                           |                           |                           |                           |
| 1966/67 | 05. (12)          | keine vollständigen Daten | keine vollständigen Daten | keine vollständigen Daten | keine vollständigen Daten | keine vollständigen Daten | keine vollständigen Daten |
| 1967/68 | 02. (12)          | keine vollständigen Daten | keine vollständigen Daten | keine vollständigen Daten | keine vollständigen Daten | keine vollständigen Daten | keine vollständigen Daten |
| 1968/69 | 02. (12)          | keine vollständigen Daten | keine vollständigen Daten | keine vollständigen Daten | keine vollständigen Daten | keine vollständigen Daten | keine vollständigen Daten |
| 1969/70 | 03. (12)          | keine vollständigen Daten | keine vollständigen Daten | keine vollständigen Daten | keine vollständigen Daten | keine vollständigen Daten | keine vollständigen Daten |
| 1970/71 | 05. (12)          | keine vollständigen Daten | keine vollständigen Daten | keine vollständigen Daten | keine vollständigen Daten | keine vollständigen Daten | keine vollständigen Daten |
| 1971/72 | 10. (12)          | keine vollständigen Daten | keine vollständigen Daten | keine vollständigen Daten | keine vollständigen Daten | keine vollständigen Daten | keine vollständigen Daten |
| 1972/73 | 08. (12)          | keine vollständigen Daten | keine vollständigen Daten | keine vollständigen Daten | keine vollständigen Daten | keine vollständigen Daten | keine vollständigen Daten |
| 1973/74 | 08. (12)          | keine vollständigen Daten | keine vollständigen Daten | keine vollständigen Daten | keine vollständigen Daten | keine vollständigen Daten | keine vollständigen Daten |
| Legende |                   |                           |                           |                           |                           |                           |                           |
| | Aufstieg          |                           |                           |                           |                           |                           |                           |
| | Abstieg           |                           |                           |                           |                           |                           |                           |
| K1 Änderung des Meisterschaftsmodus und Umbenennung der Liga. (1) 1960/61: Zusammen mit Polizei SV Innsbruck spielt Innsbrucker SK die Meisterschaft. |                   |                           |                           |                           |                           |                           |                           |

1960/61 spielte der Innsbrucker SK zusammen mit Polizei SV Innsbruck die Meisterschaft in der Regionalliga West, die umbenannte Spielklasse, die früher Arlbergliga geheißen hatte. Trotzdem konnte der Sportklub den Klassenerhalt nicht schaffen. Nach drei Jahren Tiroler Landesliga stieg der Verein wieder in die Regionalliga West auf, wo er sich zwei Jahre halten konnte. Die restlichen Jahre bis 1974 verblieb der Klub in der Tiroler Landesliga. Zweimal verpassten die Höttinger mit einem zweiten Platz knapp den Aufstieg in die Regionalliga West. Die damaligen Gegner waren SV Innsbruck, SV Hall, SV Kematen, SK Kufstein, ESV Austria Innsbruck, SC Kundl, Innsbrucker AC, SC Schwaz, SC Imst und viele mehr.
1974–1985: Spielgemeinschaften (SVI, ESV Austria Innsbruck bzw. SK Rum)
| 1974–1985 | 1974–1985                     | 1974–1985                 | 1974–1985                 | 1974–1985                 | 1974–1985                 | 1974–1985                 | 1974–1985                 |
| Saison | Platz (Teiln.)                | Sp                        | S                         | U                         | N                         | Tore                      | Pkt.                      |
| --- | ----------------------------- | ------------------------- | ------------------------- | ------------------------- | ------------------------- | ------------------------- | ------------------------- |
| vgl. auch Sportverein Innsbruck, ESV Austria Innsbruck |                               |                           |                           |                           |                           |                           |                           |
| Tiroler Landesliga / Aufstiegsrelegation |                               |                           |                           |                           |                           |                           |                           |
| 1974/75 K1 (1) | 01. (12)                      | keine vollständigen Daten | keine vollständigen Daten | keine vollständigen Daten | keine vollständigen Daten | keine vollständigen Daten | keine vollständigen Daten |
| 1974/75 K1 (1) | 02. (4)                       | 02                        | 02                        | 02                        | 0                         | 9:3                       | 08                        |
| Tiroler Landesliga |                               |                           |                           |                           |                           |                           |                           |
| 1975/76 | 05. (12)                      | keine vollständigen Daten | keine vollständigen Daten | keine vollständigen Daten | keine vollständigen Daten | keine vollständigen Daten | keine vollständigen Daten |
| 1976/77 (2) | 04. (12)                      | keine vollständigen Daten | keine vollständigen Daten | keine vollständigen Daten | keine vollständigen Daten | keine vollständigen Daten | keine vollständigen Daten |
| Alpenliga |                               |                           |                           |                           |                           |                           |                           |
| 1977/78 K1 | 11. (14)                      | 26                        | 05                        | 11                        | 10                        | 30:43                     | 21                        |
| 1978/79 | 01. (14)                      | 26                        | 17                        | 06                        | 03                        | 53:22                     | 40                        |
| 2. Division |                               |                           |                           |                           |                           |                           |                           |
| 1979/80 | 03. (16)                      | 30                        | 14                        | 09                        | 07                        | 48:27                     | 37                        |
| 1980/81 | 04. (16)                      | 30                        | 13                        | 10                        | 07                        | 40:25                     | 36                        |
| 1981/82 (3) | 10. (16)                      | 30                        | 07                        | 11                        | 12                        | 30:36                     | 25                        |
| !keine vollständigen Daten! |                               |                           |                           |                           |                           |                           |                           |
| 1982/83 | keine vollständigen Daten     | keine vollständigen Daten | keine vollständigen Daten | keine vollständigen Daten | keine vollständigen Daten | keine vollständigen Daten | keine vollständigen Daten |
| Regionalliga West |                               |                           |                           |                           |                           |                           |                           |
| 1983/84 (4) | 7. (14)                       | 26                        | 09                        | 09                        | 08                        | 42:37                     | 27                        |
| 1984/85 (4) | 6. (14)                       | 26                        | 13                        | 03                        | 10                        | 54:46                     | 29                        |
| Legende |                               |                           |                           |                           |                           |                           |                           |
| | Tiroler Meister bzw. Aufstieg |                           |                           |                           |                           |                           |                           |
| | Abstieg                       |                           |                           |                           |                           |                           |                           |
| K1 Änderung des Meistertsmodus und Umbenennung der Liga. (1) 1974/75: Innsbrucker SK bildet mit dem SV Innsbruck eine Spielgemeinschaft und spielte auch unter dem Namen SPG Innsbruck. (2) 1976/77: Der ESK Innsbruck tritt der Spielgemeinschaft bei und sie spielte unter dem Namen SPG RAIKA Innsbruck. (3) 1981/82: Die Spielgemeinschaft löste sich auf. (4) 1983 bis 1986: Spielgemeinschaft mit dem SK Rum. |                               |                           |                           |                           |                           |                           |                           |

Während der Innsbrucker SK in den letzten Jahren immer in der Tiroler Landesliga verweilte, hat ein anderer Innsbrucker Verein finanzielle Schwierigkeiten. Der Sportverein Innsbruck hat ein paar wechselhafte Spielsaisonen hinter sich und geriet 1974 in Turbulenzen. Also beschlossen die zwei Vereine eine Spielgemeinschaft zu gründen, die auf die Kampfmannschaften bezog und die beiden Vereine spielten unter dem Namen SPG Innsbruck.
1976 trat der ESV Austria Innsbruck der Spielgemeinschaft bei, daraufhin wurde der Vereinsname unter Einbeziehung des Hauptsponsors in SPG Raika Innsbruck umbenannt.
In dieser Konstellation folgte für die Spielgemeinschaft in der Saison 1978/79 der Titel in der Alpenliga und die Qualifikation für die 2. Division der Bundesliga. Dort errang die Spielgemeinschaft im ersten Jahr der Zweitklassigkeit den 3. Platz, im nächsten Jahr spielte sie gegen SSW Innsbruck im Lokalderby ein 1:1-Remis vor 14.000 Zuschauern und die SPG Raika Innsbruck belegte schlussendlich den 4. Tabellenplatz.
Im Sommer 1980 wurde investiert und Spieler verpflichtet (Dietmar Constantini, Günther Caha, Wolfgang Schwarz, im Herbst auch noch Hans Pirkner und Peter Koncilia), mit denen sich der Verein eine Leistungssteigerung erwartete, um im Aufstiegskampf mitzumischen. Nachdem das große Ziel – der Aufstieg in die höchste Spielklasse – klar verfehlt wurde, folgte im Jahr 1982 die Auflösung der Spielgemeinschaft und der Zerfall in die einzelnen Trägervereine. Der Innsbrucker SK gründete 1983 eine Spielgemeinschaft mit dem SK Rum, die bis 1986 bestand.
1985–1995: Gebietsliga West bis Tiroler Liga
| 1985–1995 | 1985–1995                 | 1985–1995                 | 1985–1995                 | 1985–1995                 | 1985–1995                 | 1985–1995                 | 1985–1995                 |
| Saison | Platz (Teiln.)            | Sp                        | S                         | U                         | N                         | Tore                      | Pkt.                      |
| Regionalliga West                                                                                                  | Regionalliga West         | Regionalliga West         | Regionalliga West         | Regionalliga West         | Regionalliga West         | Regionalliga West         | Regionalliga West         |
| --- | ------------------------- | ------------------------- | ------------------------- | ------------------------- | ------------------------- | ------------------------- | ------------------------- |
| 1985/86 K1 (1) | 7. (14)                   | 26                        | 09                        | 06                        | 11                        | 35:45                     | 24                        |
| !keine vollständigen Daten!                                                                                        |                           |                           |                           |                           |                           |                           |                           |
| 1986/87 | keine vollständigen Daten | keine vollständigen Daten | keine vollständigen Daten | keine vollständigen Daten | keine vollständigen Daten | keine vollständigen Daten | keine vollständigen Daten |
| 1987/88 | keine vollständigen Daten | keine vollständigen Daten | keine vollständigen Daten | keine vollständigen Daten | keine vollständigen Daten | keine vollständigen Daten | keine vollständigen Daten |
| 1988/89 | keine vollständigen Daten | keine vollständigen Daten | keine vollständigen Daten | keine vollständigen Daten | keine vollständigen Daten | keine vollständigen Daten | keine vollständigen Daten |
| 1989/90 | keine vollständigen Daten | keine vollständigen Daten | keine vollständigen Daten | keine vollständigen Daten | keine vollständigen Daten | keine vollständigen Daten | keine vollständigen Daten |
| Gebietsliga West                                                                                                   |                           |                           |                           |                           |                           |                           |                           |
| 1990/91 | 02. (12)                  | 22                        | 16                        | 03                        | 03                        | 64:21                     | 35                        |
| 1991/92 | 01. (12)                  | 22                        | 13                        | 07                        | 02                        | 47:17                     | 33                        |
| Landesliga West |                           |                           |                           |                           |                           |                           |                           |
| 1992/93 | 01. (12)                  | 22                        | 18                        | 03                        | 010                       | 72:18                     | 39                        |
| Tiroler Liga |                           |                           |                           |                           |                           |                           |                           |
| 1993/94 | 01. (14)                  | 26                        | 18                        | 06                        | 02                        | 64:26                     | 42                        |
| Regionalliga Tirol                                                                                                 |                           |                           |                           |                           |                           |                           |                           |
| 1994/95 | 08. (10)                  | 18                        | 03                        | 05                        | 10                        | 26:42                     | 11                        |
| Legende |                           |                           |                           |                           |                           |                           |                           |
| | Aufstieg                  |                           |                           |                           |                           |                           |                           |
| K1 Änderung des Meisterschaftsmodus und Umbenennung der Liga. (1) 1982 bis 1986: Spielgemeinschaft mit dem SK Rum. |                           |                           |                           |                           |                           |                           |                           |

Seit der Auflösung der Spielgemeinschaft spielte sich der Innsbrucker SK durch die diversen Unterligen. 1992, 1993, 1994 wurden die Höttinger gleich drei Mal hintereinander erster und somit hat der Sportklub die Gebietsliga West, Landesliga West und die Tiroler Liga hinter sich gelassen und er befand sich in der Saison 1994/95 in der Regionalliga Tirol.
1995–2000: Tiroler Liga
| 1995–2000                                   | 1995–2000          | 1995–2000          | 1995–2000          | 1995–2000          | 1995–2000          | 1995–2000          | 1995–2000          |
| Saison                                      | Platz (Teiln.)     | Sp                 | S                  | U                  | N                  | Tore               | Pkt.               |
| Regionalliga Tirol                          | Regionalliga Tirol | Regionalliga Tirol | Regionalliga Tirol | Regionalliga Tirol | Regionalliga Tirol | Regionalliga Tirol | Regionalliga Tirol |
| ------------------------------------------- | ------------------ | ------------------ | ------------------ | ------------------ | ------------------ | ------------------ | ------------------ |
| 1995/96 K1                                  | 06. (10)           | 18                 | 07                 | 01                 | 10                 | 25:45              | 22                 |
| Tiroler Liga                                |                    |                    |                    |                    |                    |                    |                    |
| 1996/97                                     | 08. (16)           | 30                 | 13                 | 05                 | 12                 | 50:44              | 44                 |
| 1997/98                                     | 10. (16)           | 30                 | 12                 | 05                 | 13                 | 56:62              | 41                 |
| 1998/99                                     | 04. (16)           | 30                 | 12                 | 12                 | 06                 | 60:45              | 48                 |
| 1999/2000                                   | 09. (16)           | 30                 | 13                 | 04                 | 13                 | 48:53              | 43                 |
| Legende                                     |                    |                    |                    |                    |                    |                    |                    |
|                                             | Aufstieg           |                    |                    |                    |                    |                    |                    |
|                                             | Abstieg            |                    |                    |                    |                    |                    |                    |
| K1 1995/96: Einführung der Dreipunkteregel. |                    |                    |                    |                    |                    |                    |                    |

In der Regionalliga Tirol, die 1996 wieder Tiroler Liga hieß und die Tiroler Liga eine Stufe darunter wieder abschaffte, konnte der Innsbrucker SK immer im Mittelfeld platzieren. Mit der Gründung einer Spielgemeinschaft spielte der Innsbrucker SK im Jahr 2000 in der Regionalliga West.
2000–2002: Spielgemeinschaft mit FC Tirol Amateure
| 2000–2002                                                                                | 2000–2002         | 2000–2002         | 2000–2002         | 2000–2002         | 2000–2002         | 2000–2002         | 2000–2002         |
| Saison                                                                                   | Platz (Teiln.)    | Sp                | S                 | U                 | N                 | Tore              | Pkt.              |
| Regionalliga West                                                                        | Regionalliga West | Regionalliga West | Regionalliga West | Regionalliga West | Regionalliga West | Regionalliga West | Regionalliga West |
| ---------------------------------------------------------------------------------------- | ----------------- | ----------------- | ----------------- | ----------------- | ----------------- | ----------------- | ----------------- |
| 2000/01 (1)                                                                              | 15. (16)          | 30                | 05                | 07                | 18                | 36:77             | 22                |
| Tiroler Liga                                                                             |                   |                   |                   |                   |                   |                   |                   |
| 2001/02 (1)                                                                              | 03. (16)          | 30                | 18                | 06                | 06                | 90:44             | 60                |
| Legende                                                                                  |                   |                   |                   |                   |                   |                   |                   |
|                                                                                          | Abstieg           |                   |                   |                   |                   |                   |                   |
| (1) 2000/01–2001/02: Innsbrucker SK und FC Tirol Amateure bilden eine Spielgemeinschaft. |                   |                   |                   |                   |                   |                   |                   |

Dort verlief es für die Spielgemeinschaft nicht erfolgreich und wurde vorletzter und somit stieg im Jahr darauf wieder in die Tiroler Liga ab. 2002 beendete der Sportklub aufgrund des Konkurses des FC Tirol die Spielgemeinschaft mit den Amateuren.
2002–2008: Tiroler Liga, Regionalliga West, Absturz in die Landesliga West
| 2002–2008             | 2002–2008      | 2002–2008    | 2002–2008    | 2002–2008    | 2002–2008    | 2002–2008    | 2002–2008    |
| Saison                | Platz (Teiln.) | Sp           | S            | U            | N            | Tore         | Pkt.         |
| Tiroler Liga          | Tiroler Liga   | Tiroler Liga | Tiroler Liga | Tiroler Liga | Tiroler Liga | Tiroler Liga | Tiroler Liga |
| --------------------- | -------------- | ------------ | ------------ | ------------ | ------------ | ------------ | ------------ |
| 2002/03               | 06. (16)       | 30           | 15           | 06           | 09           | 84:58        | 51           |
| 2003/04               | 02. (16)       | 30           | 20           | 04           | 06           | 91:53        | 64           |
| Regionalliga West     |                |              |              |              |              |              |              |
| 2004/05               | 13. (16)       | 30           | 09           | 04           | 17           | 54:90        | 31           |
| 2005/06               | 16. (16)       | 30           | 0            | 06           | 24           | 18:117       | 06           |
| telesystem Tirol Liga |                |              |              |              |              |              |              |
| 2006/07               | 16. (16)       | 30           | 05           | 04           | 21           | 31:77        | 19           |
| Landesliga West       |                |              |              |              |              |              |              |
| 2007/08               | 13. (14)       | 26           | 03           | 07           | 16           | 35:68        | 20           |
| Legende               |                |              |              |              |              |              |              |
|                       | Aufstieg       |              |              |              |              |              |              |
|                       | Abstieg        |              |              |              |              |              |              |

In der Saison 2002/03 wurde der Sportklub sechster in der Tiroler Liga. Ein Jahr später reichte es für den zweiten Platz, der ausreichte, um aufzusteigen, da die Wörgl Amateure weiter in der telesystem Tirol Liga weiterspielten. In der Regionalliga West fand die Mannschaft des Sportklubs kein Anschluss an das Mittelfeld der Regionalliga und so mussten sich die Innsbrucker mit dem 13. und 16. Platz begnügen. Ab nun begann für den Sportklub eine bitte Zeit: Innerhalb von drei Jahren musste sich der Verein damit abfinden, dass er in der Gebietsliga angekommen war.
2008–2012: Gebietsliga West, Landesliga West und Auflösung
| 2008–2012 | 2008–2012        | 2008–2012        | 2008–2012        | 2008–2012        | 2008–2012        | 2008–2012        | 2008–2012        |
| Saison | Platz (Teiln.)   | Sp               | S                | U                | N                | Tore             | Pkt.             |
| Gebietsliga West | Gebietsliga West | Gebietsliga West | Gebietsliga West | Gebietsliga West | Gebietsliga West | Gebietsliga West | Gebietsliga West |
| --- | ---------------- | ---------------- | ---------------- | ---------------- | ---------------- | ---------------- | ---------------- |
| 2008/09 K1 | 02. (14)         | 26               | 16               | 05               | 05               | 79:37            | 53               |
| Landesliga West |                  |                  |                  |                  |                  |                  |                  |
| 2009/10 | 13. (14)         | 26               | 07               | 02               | 17               | 28:56            | 23               |
| Gebietsliga West |                  |                  |                  |                  |                  |                  |                  |
| 2010/11 | 07. (14)         | 26               | 10               | 07               | 09               | 51:51            | 37               |
| 2011/12 | 07. (14)         | 26               | 09               | 08               | 09               | 48:38            | 35               |
| ab 2012: Gründung der SPG Innsbruck West |                  |                  |                  |                  |                  |                  |                  |
| Legende |                  |                  |                  |                  |                  |                  |                  |
| | Aufstieg         |                  |                  |                  |                  |                  |                  |
| | Abstieg          |                  |                  |                  |                  |                  |                  |
| K1 Änderung des Meisterschaftsmodus und Umbenennung der Liga. (1) 2012/13: ISK schloss sich mit dem SV Lohbach zusammen und spielt ab dieser Zeit unter dem Namen SV Lohbach oder SPG Innsbruck West. |                  |                  |                  |                  |                  |                  |                  |

Die letzten Jahre reichte es nur mehr für die Landesliga West und Gebietsliga West. Zwar schaffte der Sportklub gleich im ersten Jahr in der Gebietsliga West den Aufstieg in die Landesliga West, blieb dort für ein Jahr. Zwei Jahre spielte der Innsbrucker SK in der Gebietsliga West, als die Verantwortlichen beschlossen den Innsbrucker Sportklub aufzulösen und zusammen mit dem SV Lohbach/Kranebitten die Spielgemeinschaft Innsbruck West (SPG Innsbruck West) zu gründen. Der Innsbrucker Sportklub, der 1923 gegründet wurde, existiert nicht mehr.

## Titel und Erfolge
- 1 × Meister der Alpenliga: 1979
- 8 Meister der Tiroler Liga: 1932, 1934, 1935, 1938 (Tiroler A-Klasse), 1948, 1964 (Tiroler Landesliga), 2000, 2004 (Tiroler Liga)
- 3 × Tiroler Landespokalsieger: 1950, 1951, 1984 (Spielgemeinschaft mit Rum)